# 필리피노 리피

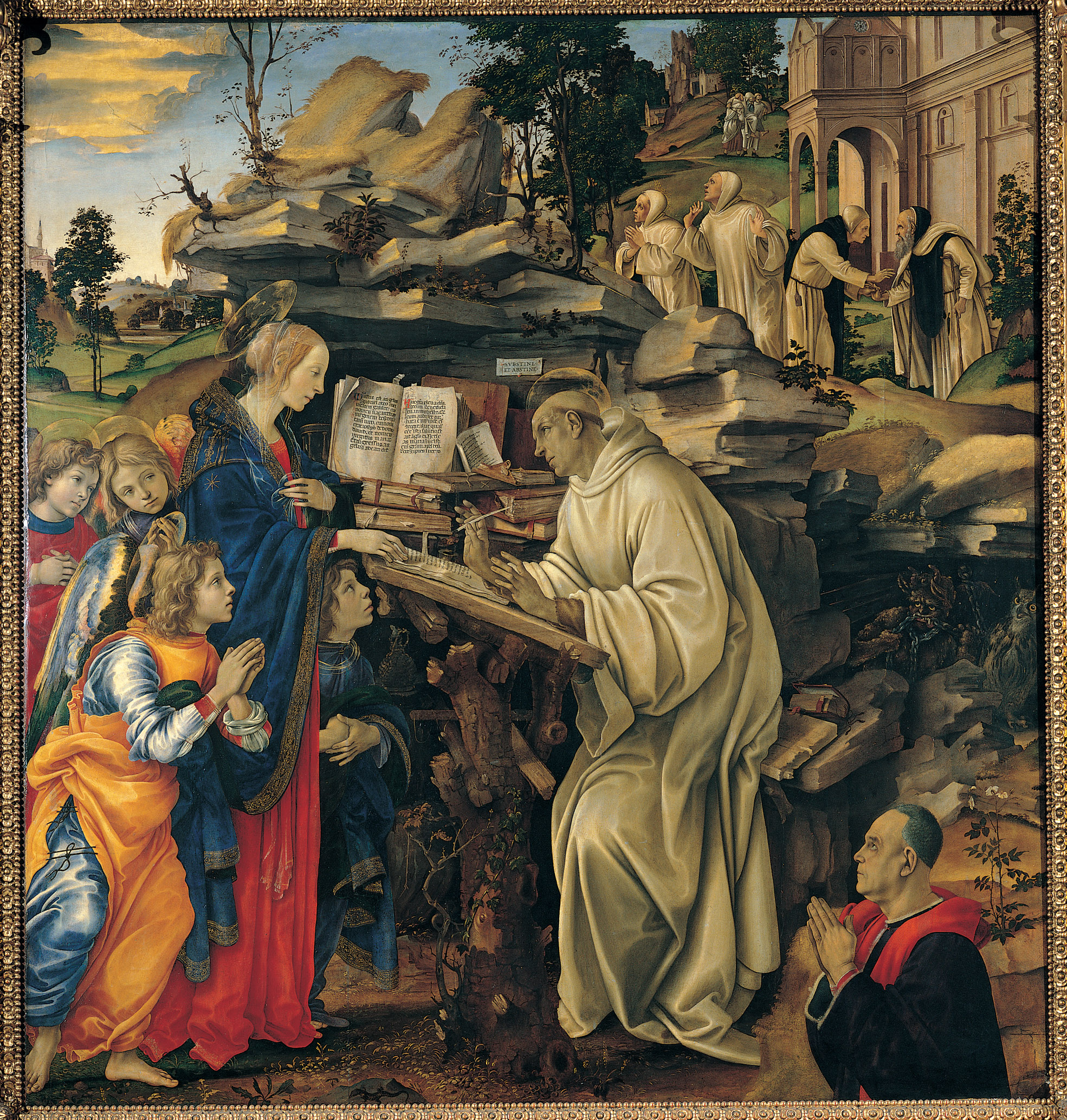
'성모의 환영을 보는 성 베르나르' (1485–1487년)

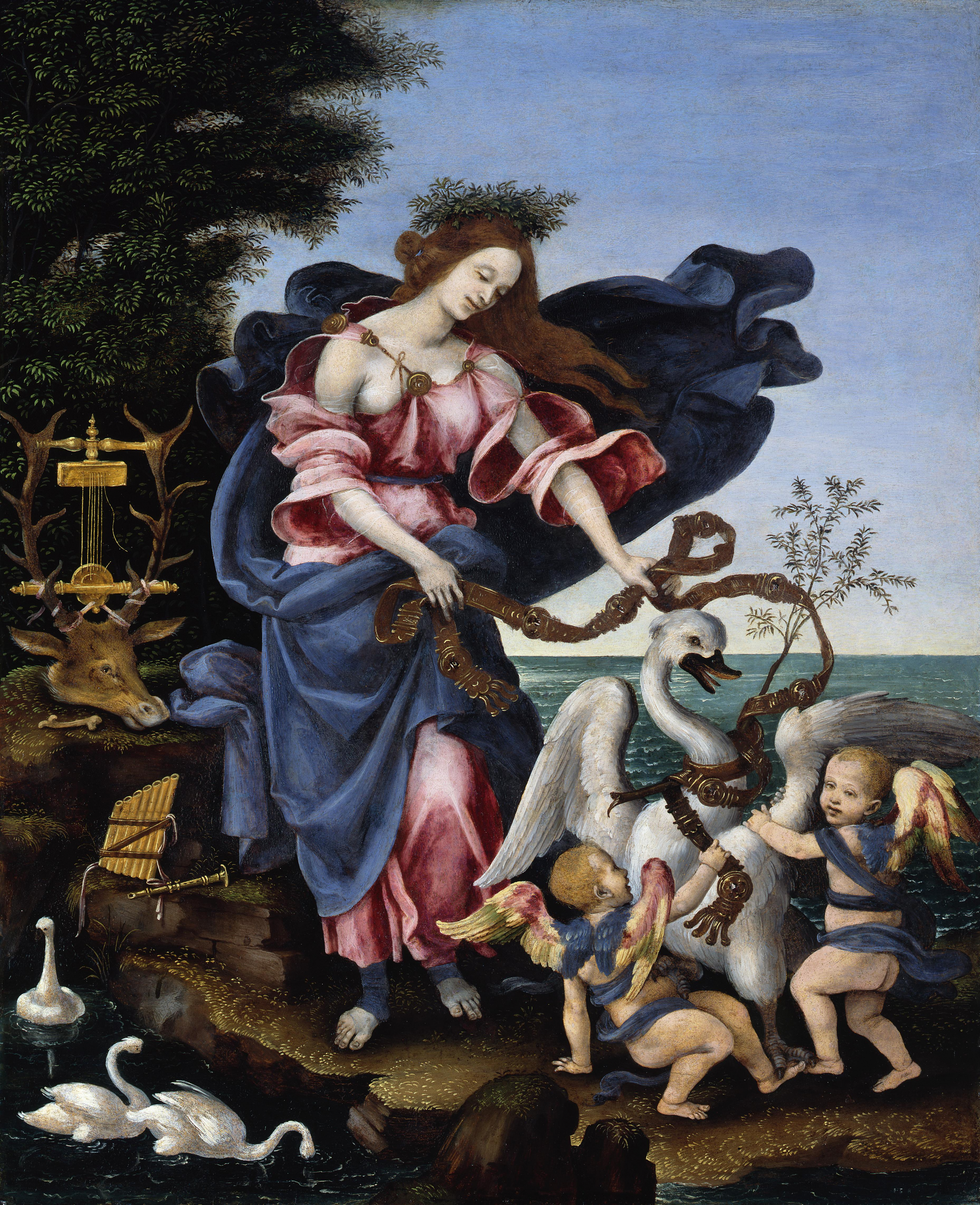
'음악의 우의화' (1500년경), 패널에 그린 템페라, 61 × 51 cm. ,독일 베를린 국립 회화관

필리피노 리피 (Filippino Lippi, 1457년경 – 1504년 4월 18일)는 이탈리아 르네상스 화가로 초기 르네상스 후기와 성기 르네상스의 초기 이탈리아 피렌체에서 대부분 활동을 했다. 또한 그는 1488년부터는 로마, 이후로는 밀라노와 볼로냐에서도 작업을 했다.
리피는 대부분 종교화 관련된 주제의 유화, 템페라, 프레스코 등에서 작품을 그렸으며, 일부 초상화 및 고전 신화의 상징이나 장면들도 그렸다.

## 생애
필리피노 리피는 1457년경 토스카나 프라토에서 태어났으며, 루크레치아 부티와 화가 프라 필리포 리피 사이의 사생아였다. 리피의 부모는 수도 서약을 깼지만, 그럼에도 필리피노의 탄생 이후 (로렌초 디 메디치의 중재를 통해) 교황으로부터 혼인에 대해 특별 허가를 받았으나, 바사리가 말하길 혼인을 하지 않았다고 한다. 그의 여동인 알레산드라는 1465년에 태어났다. 필리피노는 아버지의 작업실에서 아버지로부터 훈련을 받았다.
부자는 스폴레토로 이주하였고, 필리피노는 이곳에서 스폴레토 대성당 건설 작업 기간 작업소의 조수로 일했다. 아버지가 1469년에 사망한 당시, 필리피노는 21세였고 스폴레토 대성당의 프레스코 '성모의 생애'를 완성했던 아버지가 두고 있던 제자들 중 한 명이었다.
그는 이후에 아버지의 제자 중 한 명이었던 보티첼리의 작업소에서 수습을 마쳤다. 화가 조합의 1472년 문서에서 보티첼리는 필리피노 리피만을 제자로 두었다고 언급되어 있으며, 리피는 스승의 자택에서 거주했었다. 이 두 예술가는 보통 같은 프로텍트에서 같이 작업했었다. 같이 작업한 작품에는 현재 루브르, 캐나다 국립미술관, 콩데 미술관, 로마의 팔라비치니 미술관 등에서 분할되어 있는, 카소네 패널이 있다. 이 시기 보티첼리와 필리피노의 작품들에는 '성모자'를 포함한 여러 그림들이 있는데 이 시기의 작품들은 서로의 것을 구분하는 것이 보통 까다롭다.

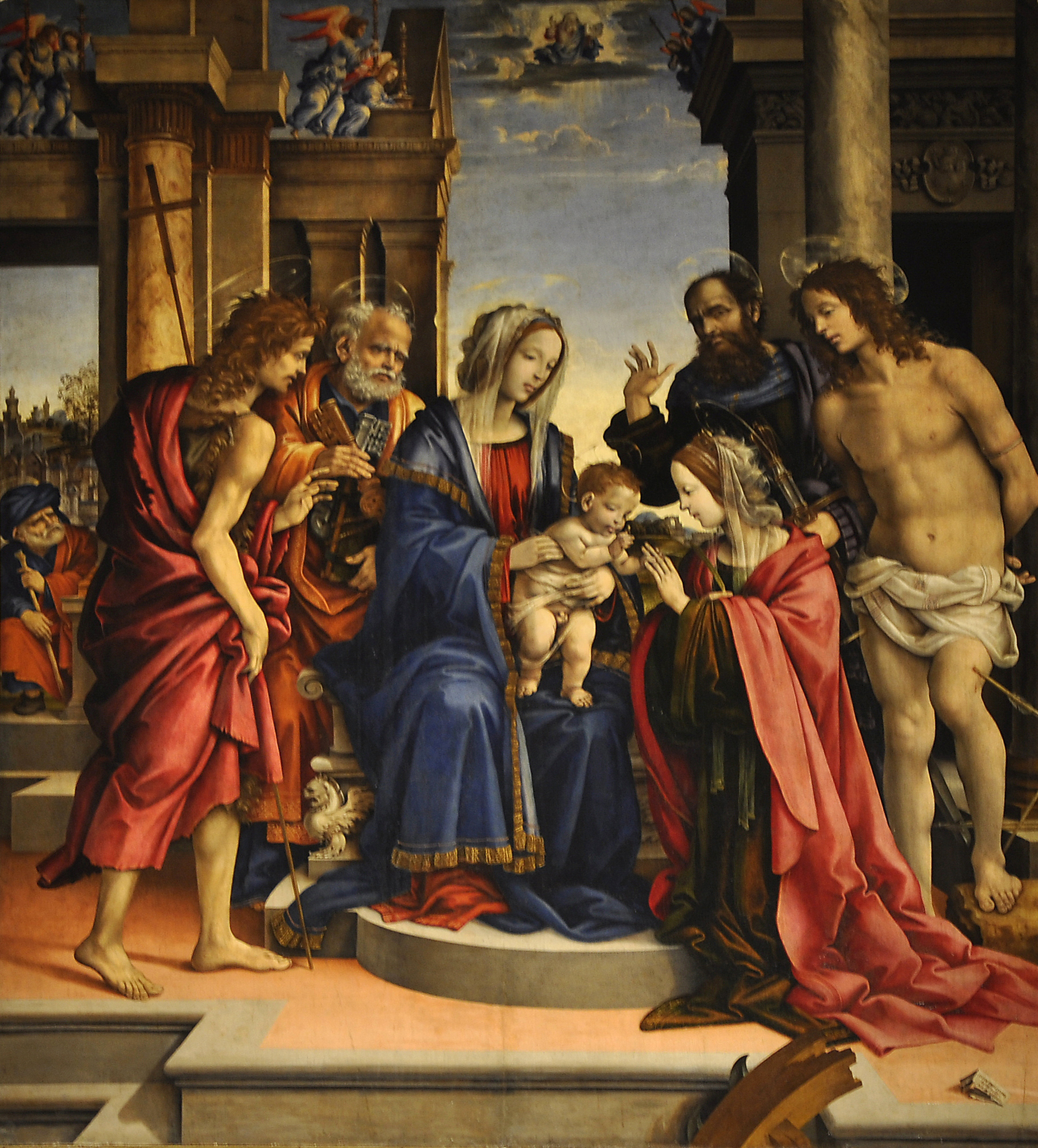
'성녀 카타리나의 신비로운 혼인' (1501년) 이탈리아 볼로냐 산 도메니코 대성당

그의 초기 단독 작품들은 보티첼리의 작품과 대단히 닮았지만, 덜 세심하고 덜 정교하다. 첫 작품들 (1475년경 이래로)은 1899년에 버나드 베렌슨이 이름 붙인 "아미코 디 산드로" (Amico di Sandro, '보티첼리의 친구')라고 하는 익명의 작가의 것으로 여겨졌다가, 30년 뒤에나 아미코 디 산드로의 작품 목록 대부분은 리피에게 주어졌다. 그러다가 리피의 화풍은 1480–1485년에 걸쳐 한층 개성적이고 효과적인 것으로 발전하였다. 이 초기 시기의 작품들에는 베를린, 런던, 워성턴 DC의  '성모화', 토리노 사바우다 미술관의 '토비트의 여정', 피렌체 아카데미아 미술관의 '바다의 성모', '에스델의 생애' 등이 있다.
페루지노 (아버지의 또 다른 제자), 기를란다요, 보티첼리와 함께, 리피는 스페달레토에 있는 로렌초 데 메디치의 별장 장식을 하였다. 1482년 12월 31일, 피렌체 베키오궁의 살라 델우디엔차(Sala dell'Udienza)의 벽을 장식해달라는 의뢰를 받았으나, 착수하지는 못했다.
얼마 안 되어, 1483–84년쯤, 그는 마사초가 1429년에 사망하면서 미완성 상태로 남겨져 있던 산타 마리아 델 카르미네 디 피렌체 내부 브란카키 예배당의 장식을 완성해달라는 요청을 받았다. 그곳에서 필리피노는 '성 베드로의 이야기'를 '네로 앞에서 시몬 마구스와의 논쟁', '테오필루스의 아들 부활', '성 베드로의 투옥', '해방', 그리고 '성 베드로의 십자가형' 등 프레스코로 그렸다. 25세 시기 본인의 자화상은 '시몬 마구스와 논쟁 그리고 성 베드로의 십자형'의 오른쪽 부분에 위치해 있다.
베키오 궁전의 살라 델리 오토 디 프라티카 (Sala degli Otto di Pratica)에 있는 리피의 작품은 1486년 2월 20일에 완성됐다. 현재 우피치 미술관에서 소장 중이다. 이 시기 쯤에, 피에로 디 프란체스코 델 풀리에세 (Piero di Francesco del Pugliese)가 현재 피렌체의 바디아 피오렌티나에서 소장하고 있는 '성모의 환영을 보는 성 베르나르'가 있는 재단화를 그려달라고 요청하였다. 이것이 리피의 가장 유명한 그림이며 비현실적인 요소들로 구성된 이 작품은 매우 독특한 길쭉한 인물들을 특징으로 하며, 환상적인 분위기의 바위와 거의 인간 형태를 닮은 나무 줄기들이 배경을 이룬다. 이 작품은 1485년에서 1487년 사이에 제작되었다.
이후, 그는 타나이 데 네를리 (Tanai de' Nerli)의 요청으로 피렌체의 산토 스피리토 성당 작업을 맡았다.
1487년 4월 21일, 필리포 스트로치는 산타 마리아 노벨라에 있는 스트로치 가문의 예배당을 '성 요한 복음사가와 성 필립보의 이야기'로 장식해달라 요청하였다. 그는 이 의뢰를 오랜 기간 맡았다가 말았다가를 했었다. 그는 1503년에서야 작업을 마쳤는데, 스트로치가 죽은 뒤이었다. 마찬가지로 필리피노가 설계한 스트로치 예배당 내 희가극풍 주제의 유리창은 1503년 6월과 7월 사이에 완성됐다. 이 그림들은 당대 피렌체의 정치적 그리고 종교적 위기에서 영향을 받은 것이라 평가되며 기독교와 이교 사이의 충돌이라고 하는 이 프레스코의 주제는 이 기간 뜨겁게 논의되었던 내용이었고 지롤라모 사보나롤라와도 관련이 있었다.
필리피노는 뛰어난 세밀화로 재현해낸 고대 세계의 풍경에 그의 인물상들을 묘사하였는데, 당대 로마에서 선보였던 그로테스코 양식의 영향을 보여준다. 그는 악몽의 비현실성을 보여주는, "살아 움직이고", 신비로우며, 환상적인, 불안을 일으키는 스타일을 만들어낸다. 이를 통해, 필리피노는 성인들에게 분노하는 냉혹한 처형자들을 음침한 표정으로 묘사했다. '사원에서 괴물을 몰아내는 성 필립보'에서, 이교 신의 조각상은 기독교 성인에 맞서는 살아 움직이는 존재로 나타내어졌다.
1488년, 리피는 로마로 넘어가는데, 로렌초 데 메디치는 추기경 올리비에로 카라파한테 그에게 산타 마리아 소프라 미네르바 내 가문의 예배당 장식을 맡길 것을 조언했다고 한다. 그가 맡은 그곳의 프레스코는 그의 이전 작품과 다른 새로운 감화를 보여주나, 고전 세계의 주제에 대한 리피의 계속된 연구를 확인시켜준다. 그는 1493년경에 이 작업을 마쳤다.

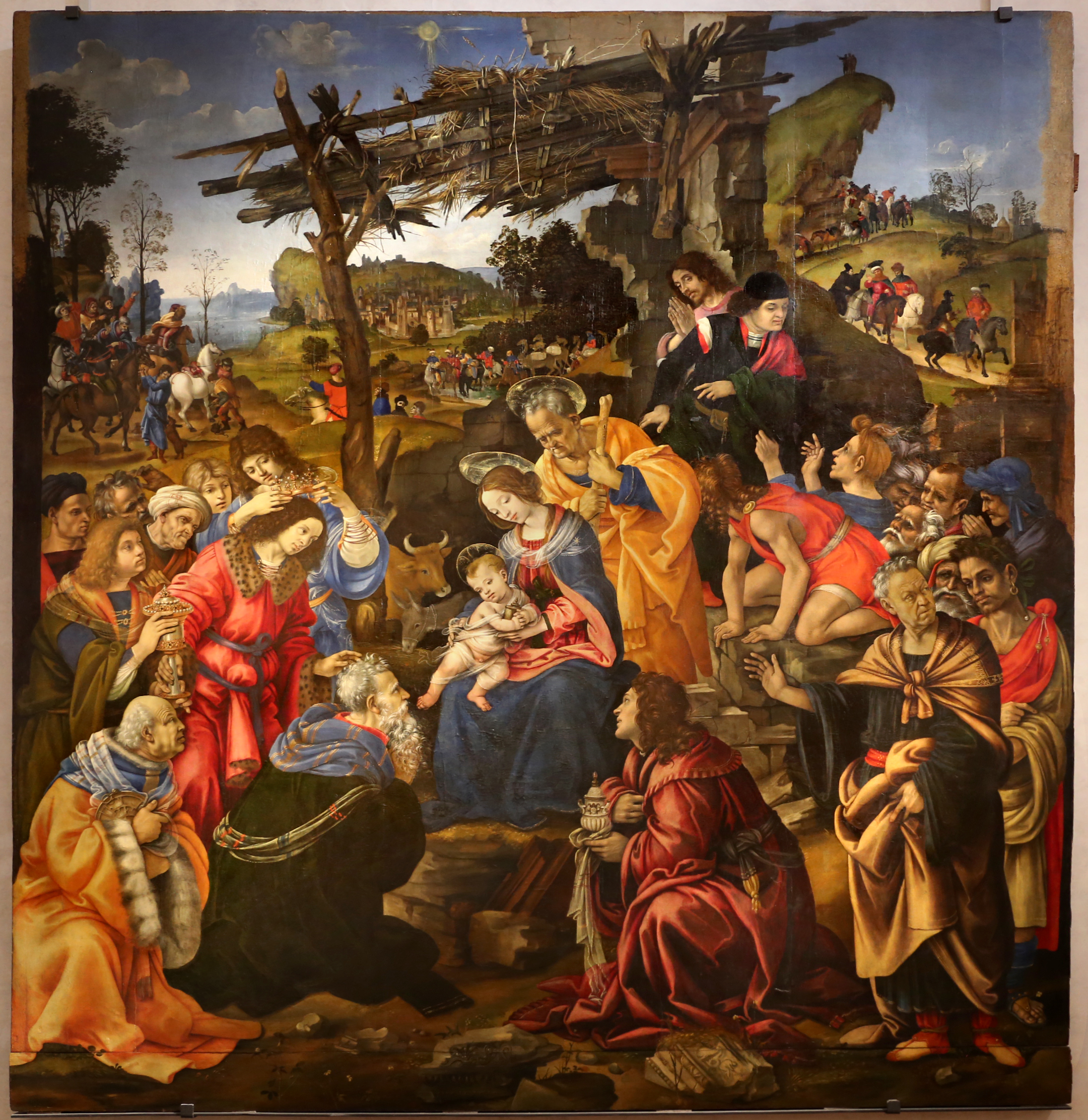
동방 박사의 경배 (1496) 목재에 템페라 그라사, 이탈리아 우피치 미술관

리피는 1491년과 1494년 사이 피렌체로 돌아왔다. 이 시기 그의 작품에는 '성모에게 나타난 그리스도' ( 1493c., 현재 뮌헨에서 소), '동방 박사의 경배' (1496년, 스코페토의 산 도나토 교회를 위해 그려진 것으로 현재 우피치에서 소장), '라오콘의 희생' (15세기 말, 포조아카이아노에 있는 로렌초 데 메디치의 별장을 위해 제작), '성 요한 복음사가와 막달레나' (피렌체 산 프로콜로의 발로리 예배당에서 소장, 루카 시뇨렐리의 작품에서 영감받음) 등이 있다.
그는 또한 고향을 떠나 파비아 외곽의 체르토사디파비아에서, 프라토에서 작업을 하기도 했으며, 1503년 프라토에서 그는 현재 프라토 시립 박물관에서 소장 중인 '성탄 찬가의 감실'을 완성했다. 1501년 리피는 볼로냐의 산 도메니코 대성당을 위해 '성녀 카타리나의 신비로운 결혼'을 그렸다.
리피의 마지막 작품은 피렌체의 산티시마 안운치아타 교회를 위한 '십자가에서 내려지는 예수'였으나, 1504년에 그가 사망하면서 미완으로 남았다.
그는 47세의 나이로 1504년 4월 18일에 사망했다. 리피의 명성과 평판으로, 그의 장례식 날 피렌체의 모든 작업소들이 그를 기리며 문을 닫았다.

## 현대 평가
미술 비평가 폴 조지 코노디는 리피에 대해 "그의 기질 중 하나는 그가 당대 가장 예리한 심리학자이자, 르네상스 모든 예술가들 중에 가장 근대적인 영혼을 지닌 자임을 보여준다"라고 평가했다.

## 주요 작품
- '성모와 자녀, 파도바의 성 안토니, 수사' (1480년 이전)—패널에 템페라, 57 × 41.5 cm, 부다페스트 부다페스트 미술관
- '성모 대관' (1480년경)—패널에 템페라, 90.2 × 223 cm, 워싱턴 D.C. 내셔널 갤러리 오브 아트
- '토비트와 천사' (1480년경)—패널에 템페라, 33 × 23 cm, 워싱턴 D.C. 내셔널 갤러리 오브 아트
- '어린 토비트와 세 천사'(1485)—패널에 유화, 100 × 127 cm, 토리노 사바우다 미술관
- '노인의 초상' (1485)—때어내진 프레스코, 47 × 38 cm, 피렌체 우피치 미술관
- '자화상'—타일로 옮겨진 프레스코, 50 × 31 cm, 피렌체 우피치 미술관
- '젊은이의 초상' (c. 1485)—패널, 51 × 35.5 cm, 워싱턴 D.C. 내셔널 갤러리 오브 아트
- '시뇨리아 재단 (Pala degli Otto) (1486)—패널에 템페라, 355 × 255 cm, 피렌체 우피치 미술관
- '성모의 환영을 보는 성 베르나르' (1486)—패널에 유화, 210 × 195 cm, 피렌체 바디아 피오렌티나
- '성 토마소와 카라파 추기경의 성수태 고지' (1488–1493)—프레스코, 로마 산타 마리아 소프라 미네르바
- '성모와 아기, 성인' (1488년경)—패널에 유화, 피렌체 산토 스피리토 성당
- '성 히에로니무스' (1490년대)—패널에 유화, 136 × 71 cm, 피렌체 우피치 미술관
- '성모에게 나타난 그리스' ( 1493c.)—패널에 유화, 156.1 × 146.7 cm, 뮌헨 알테 피나코테크
- '동방 박사의 경배' (1496)—패널에 유화, 피렌체 우피치 미술관
- '성모와 아기, 성인' (1498)—프레스코, 239 × 141 × 71 cm, 프라토 시립 미술관
- '우의화' (c. 1498)—패널에 유화, 29 × 22 cm, 피렌체 우피치 미술관
- '음악의 우의화 (Erato)' (c. 1500)—패널에 템페라, 61 × 51 cm, 베를린 박물관섬
- '십자가형', c. 1501—패널에 템페라, 31.2 × 23.4 cm, 프라토 시립 미술관
- '성녀 카타리나의 신비로운 혼인' (c. 1501–1503)—패널, 볼로냐 산 도메니코 대성당
- '성모와 아기, 성 스테판, 성 요한 복음사가' (1502–1503)—패널에 템페라, 132 × 118 cm, 프라토 시립 미술관
- '십자가에서 내려지는 예수' (1504년, 페루지노가 완성)—패널에 유화, 333 × 218 cm, 피렌체 아카데미아 미술관

## 학업 작품
다음 작품들은 필리피노의 학업 작품으로 인용하는 것이 허용된다.
- '성모, 아기, 성 요한'—부다페스트 케글레비치 컬렉션 톤도[7]
- Cenacolo di S. Apollonia—피렌체[8]
- '성 도마에게 허리띠를 주는 성모'—피렌체[8]
- '성 안토니오 수도원장'—피렌체[8]

## 갤러리

작품 및 상세 모습
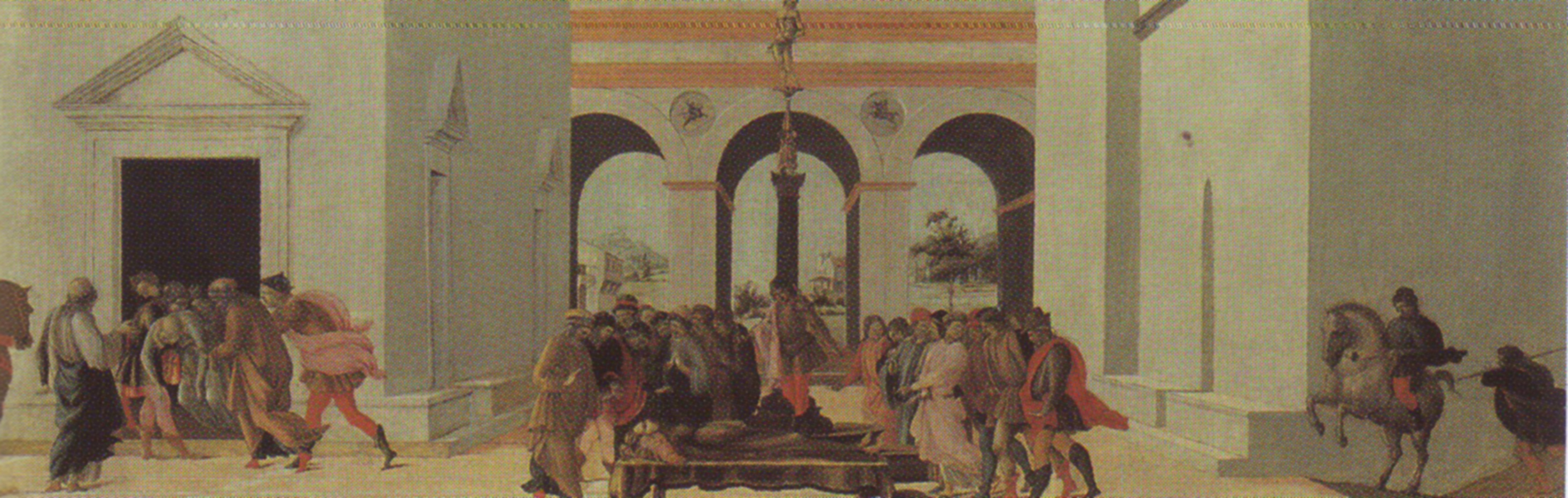
'루크레티아의 죽음' (1478–1480)
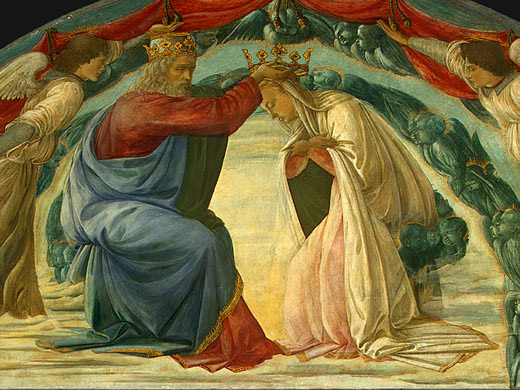
'성모 대관' (상세) (c. 1480) 패널에 템페라, 90.2 × 223 cm, 워싱턴 D.C. 내셔널 갤러리 오브 아트
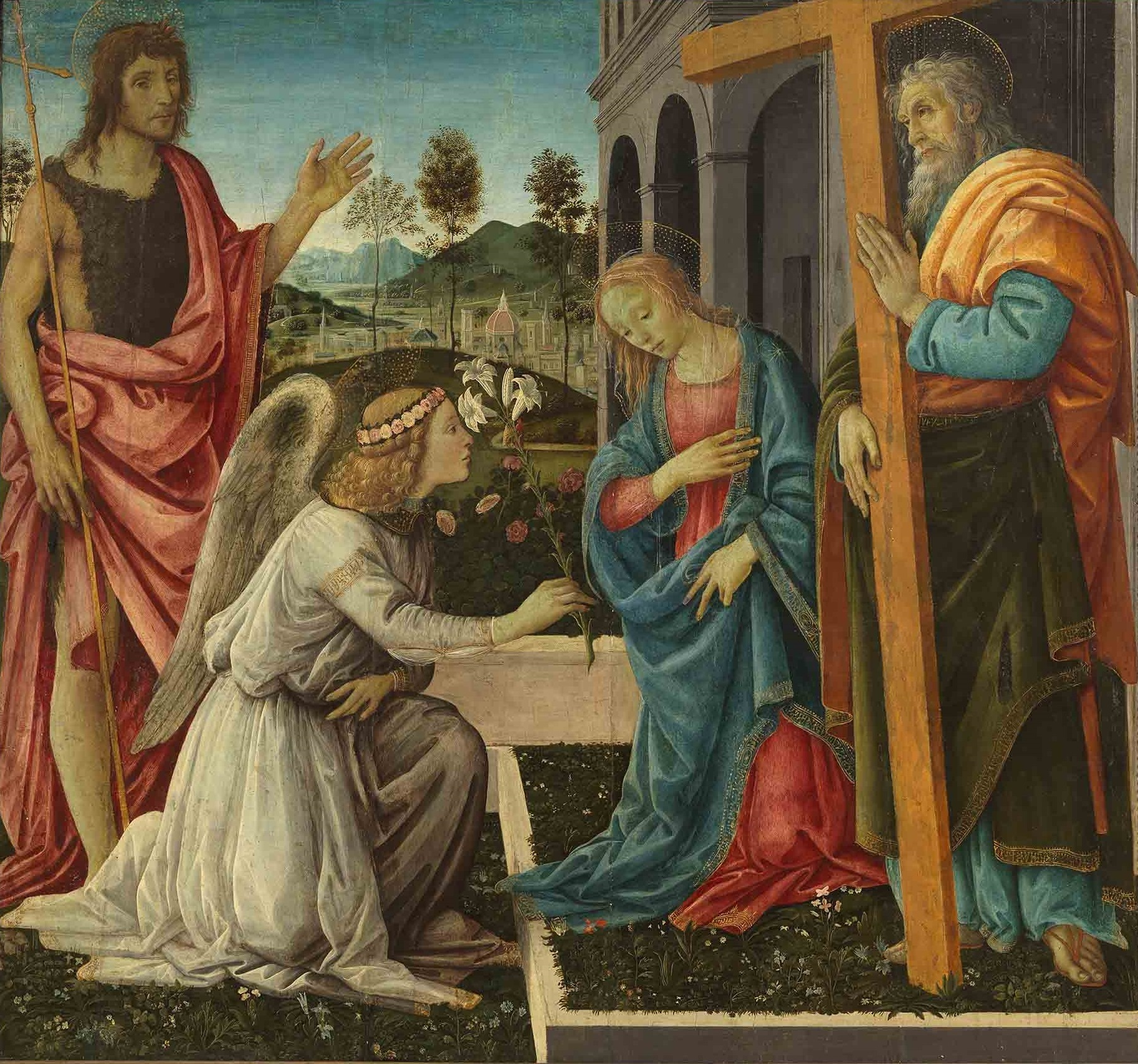
'성 요한 복음사가와 성 안드레아의 성수태 고지', 1485년경
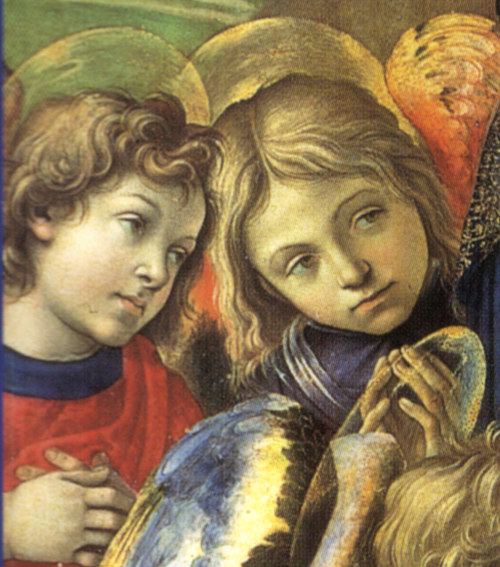
'성모의 환영을 보는 성 베르나르' (상세) (1486) 패널에 유화, 210 × 195 cm, 피렌체 바디아 교회
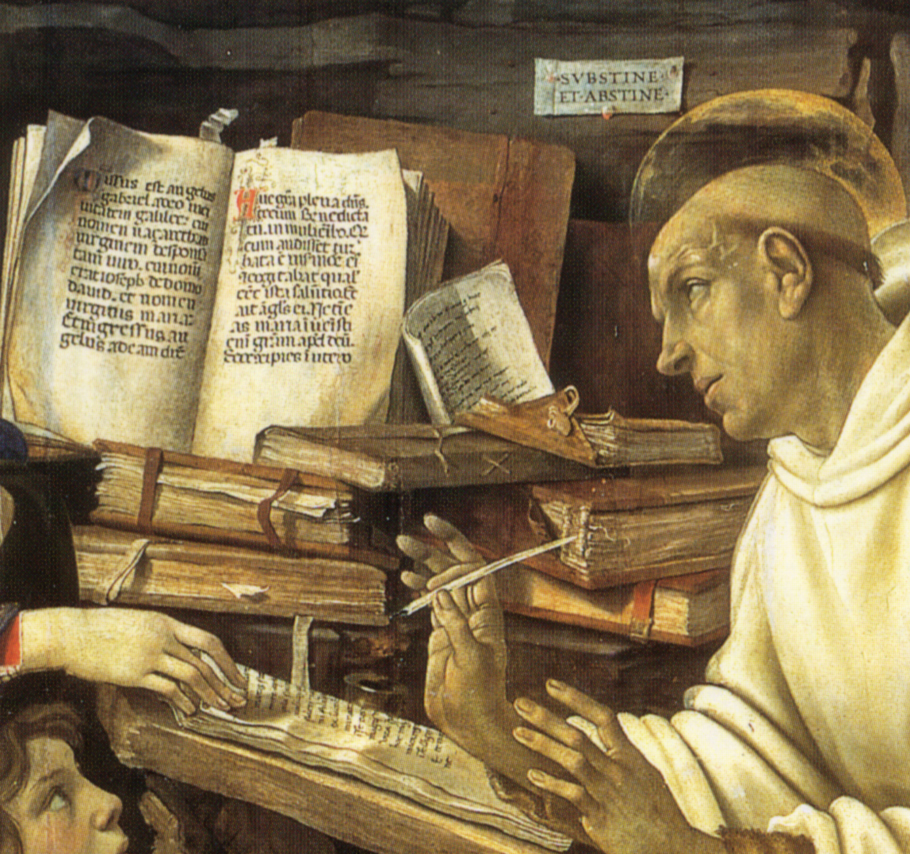
'성모의 환영을 보는 성 베르나르' (상세)
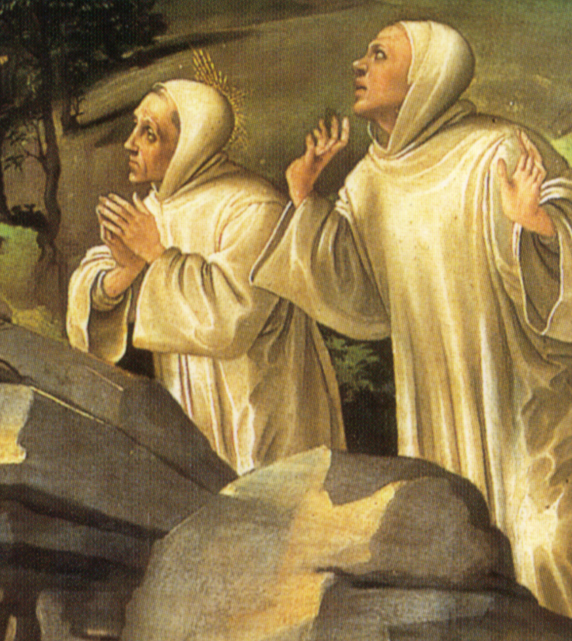
'성모의 환영을 보는 성 베르나르' (상세)
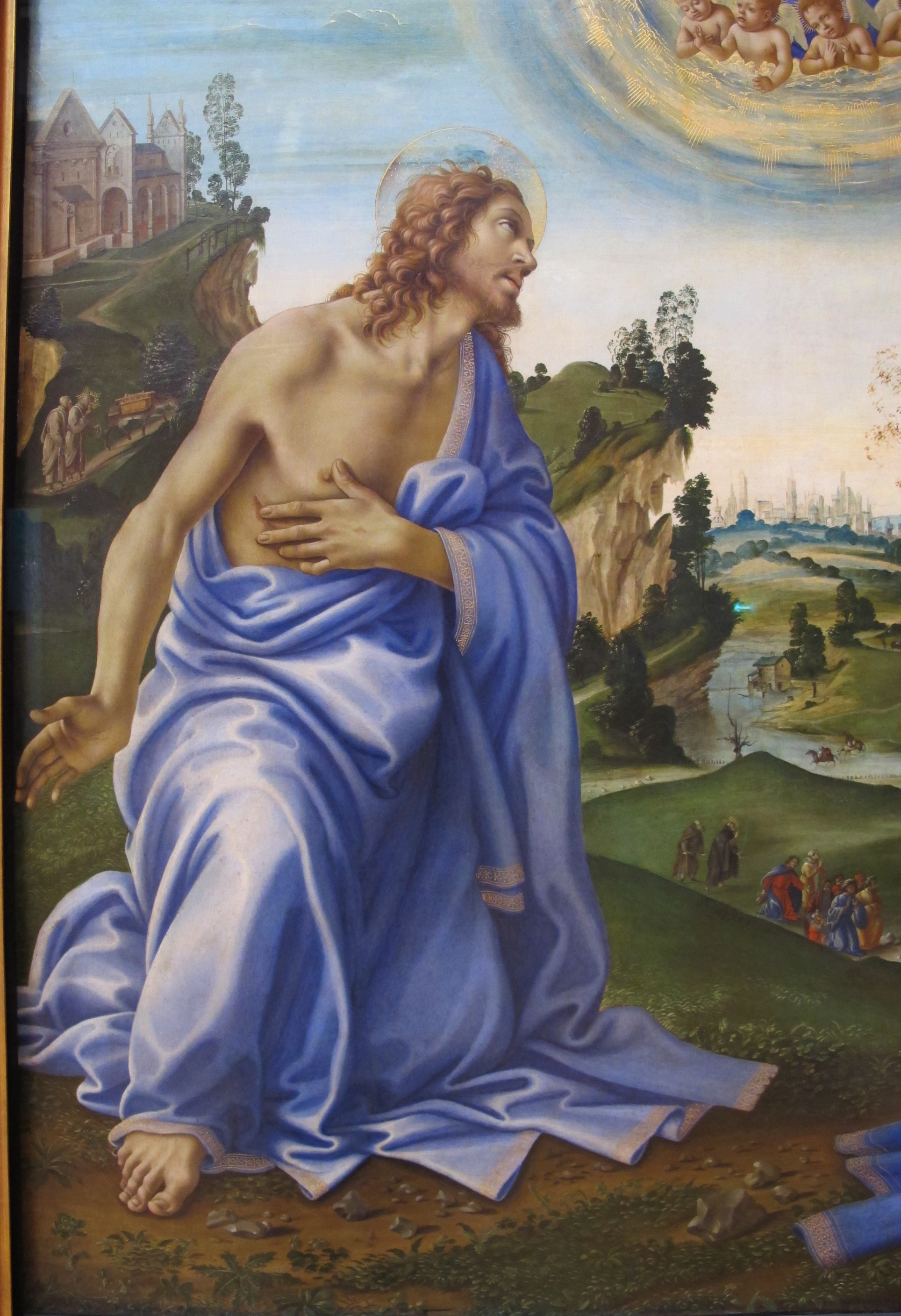
'성모에게 나타난 그리스도' ( 1493c.) —패널에 유화, 156.1 × 146.7 cm, 뮌헨 알테 피나코테크
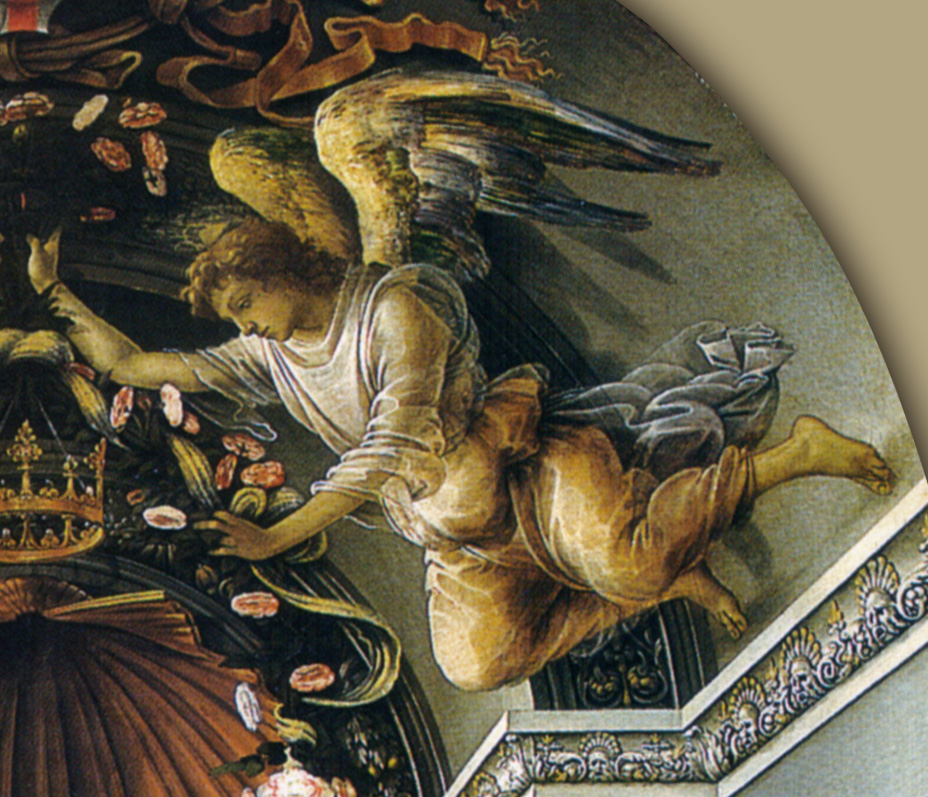
천사 (상세), 피렌체 Retábulo da Sala Degli Otto
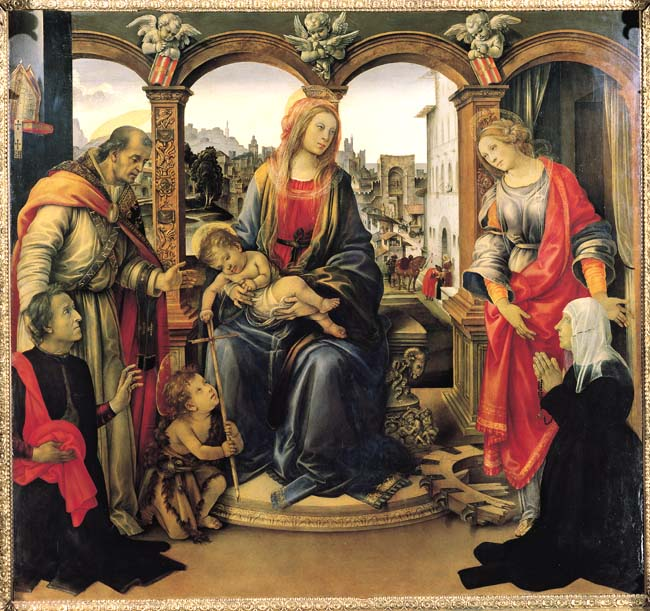
'성모와 아기, 성인' (1488년경) 목재에 유화, 피렌체 산토 스피리토 성당

## 같이 보기
- 브란카치 예배당
- 카라파 예배당
- 스트로치 예배당

## 참고 문헌
- Davies, Martin, The Earlier Italian Schools, National Gallery Catalogues, 1961, reprinted 1986, ISBN 0901791296
- The Development of the Italian Schools of Painting, Volume 12, p. 371ff., Raimond van Marle, Hacker Art Books, New York 1970.